# Каясты-Кангил
Каясты́-Канги́л (укр. Каясти-Кангил, крымскотат. Qaya Astı Qañğıl, Къая Асты Къанъгъыл) — исчезнувшее село в Симферопольском районе Крыма, располагавшееся на севере района, на правом берегу Салгира, примерно в 1 километре западнее современного села Красное.

## История
Первое документальное упоминание села встречается в Камеральном Описании Крыма… 1784 года, судя по которому, в последний период Крымского ханства Кая алты канлы входил в Акмечетский кадылык Акмечетского каймаканства. После присоединения Крыма к России (8) 19 апреля 1783 года, (8) 19 февраля 1784 года, именным указом Екатерины II сенату, на территории бывшего Крымского Ханства была образована Таврическая область и деревня была приписана к Перекопскому уезду. После Павловских реформ, с 1796 по 1802 год, входила в Акмечетский уезд Новороссийской губернии. По новому административному делению, после создания 8 (20) октября 1802 года Таврической губернии, Каясты-Кангил был включён в состав Кучук-Кабачской волости Перекопского уезда.
В Ведомости о всех селениях в Перекопском уезде состоящих с показанием в которой волости сколько числом дворов и душ… от 21 октября 1805 года, в Каясты-Кангиле (записано Каялты-Ханлы) числилось 11 дворов и 115 жителей, исключительно крымских татар, а земля принадлежала помещику Савве Измерли, местным жителям и мечети. На военно-топографической карте генерал-майора Мухина 1817 года Каясты каанлы обозначен с 16 дворами. После реформы волостного деления 1829 года Карача-Канлы, согласно «Ведомости о казённых волостях Таврической губернии 1829 года», передали в состав Агъярской волости (переименованной из Кучук-Кабачской). На карте 1836 года в деревне 20 дворов, как и на карте 1842 года.
В 1860-х годах, после земской реформы Александра II, деревню приписали к Григорьевской волости Перекопского уезда. В «Списке населённых мест Таврической губернии по сведениям 1864 года», составленном по результатам VIII ревизии 1864 года, Каялты-Канлы — владельческая деревня с 1 двором и 5 жителями при рекѣ Салгирѣ. Согласно «Памятной книжке Таврической губернии за 1867 год», деревня была покинута жителями в 1860—1864 годах, в результате эмиграции крымских татар, особенно массовой после Крымской войны 1853—1856 годов, в Турцию и остаётся в развалинах. Если на трёхверстовой карте 1865 года Каясты-Кангыл ещё обозначен, без указания числа дворов, то на карте, с корректурой 1876 года его уже нет.
Возрождено селение, под тем же названием, видимо, в начале 1900-х годов, крымскими немцами. По Статистическому справочнику Таврической губернии. Ч.II-я. Статистический очерк, выпуск пятый Перекопский уезд, 1915 год, в экономии Каясты-Кангил (Раппа) Бютеньской волости Перекопского уезда числился 1 двор с немецким населением в количестве 34 человек «посторонних» жителей. Согласно списку 1915 года «…русских подданных из австрийских, венгерских или германских выходцев» землевладельцев, опубликованном в газете «Таврические губернские ведомости» в апреле 1915 года, при деревне Каясты-Кангил значится Безлер Роберт Иванович, владевший 654 десятинами пахотной, 5 десятинами садовой и 4 десятинами усадебной земли.
После установления в Крыму Советской власти, по постановлению Крымревкома от 8 января 1921 года была упразднена волостная система и село включили в состав вновь созданного Сарабузского района Симферопольского уезда, а в 1922 году уезды получили название округов. 11 октября 1923 года, согласно постановлению ВЦИК, в административное деление Крымской АССР были внесены изменения, в результате которых был ликвидирован Сарабузский район и образован Симферопольский и село включили в его состав. Согласно Списку населённых пунктов Крымской АССР по Всесоюзной переписи 17 декабря 1926 года, в совхозе Каясты-Кангил, Ново-Александровского сельсовета Симферопольского района, числилось 3 двора, население составляло 13 человек, из них 8 немцев, 2 русских и 3 украинца. В последний раз в доступных источниках селение встречается на километровой карте Генштаба Красной армии 1941 года, составленной по более ранним источникам, а уже на двухкилометровке 1942 года его нет.

### Динамика численности населения
- 1805 год — 115 чел.[11]
- 1864 год — 5 чел.[16]
- 1915 год — 0/34 чел.[21][28]
- 1926 год — 13 чел.[26]